# Поєднанні долею
Поєднанні долею (кор. 이 연애는 불가항력, ханча: 이 戀愛는 不可抗力, дослівно: «Це кохання непереборне») — фентезійний південнокорейський телесеріал, що розповідає історію про жінку, що отримала заборонену книгу із закляттями, яка була зачинена в скрині протягом 300 років, та чоловіка, на якого наклали заклинання із цією книги. Серіал виходив на телеканалі JTBC щосереди і щочетверга з 23 серпня по 12 жовтня 2023. У головних ролях Чо Бо А, Роун, Ха Джун та Юра.

## Сюжет
Лі Хон Чо переводять у відділ зеленого будівництва при міській раді міста Онджу, де вона отримає завдання розібратися із занедбаними храмом шаманки Ин Воль, яка вже там не живе. Під час оглядового виїзду на місце вона випадково зустрічається із Чан Сін Ю, власником ділянки, на якій розташовується храм. Спершу він відмовляється зносити будівлю без згоди на те шаманки, однак Хон Чо отримує згоду на знесення будівлі. Сін Ю, на сім'ї якого лежить прокляття, перед знесенням зустрічається з Ин Воль і вона каже, що він зможе зняти прокляття, якщо віддасть об'єкт, яку знайде після знесення, справжній власниці. У той же час Хон Чо потерпає від цькування на роботі та єдиною приємною людиною стає Квон Че Кьон, що приязно ставиться до неї. Сін Ю передає скриню Хон Чо, яку їй пізніше вдається відчинити, і там вона виявляє 300-річну книгу заклинань із часів Чосон. Через свою невдалу спробу зізнання у коханні Квон Че Кьону, вона вирішує використати любовне заклинання, щоб його причарувати. У свою чергу Сін Ю просить, щоб вона дозволила йому використати одне із заклинань, що зцілює хвороби, таким чином він сподівається вилікуватися від невиліковної спадкової хвороби. Вона задовольняє його прохання, виконуючи заклинання щодо зцілення, крім того пізніше вона дізнається, що любовне заклинання випив не Че Кьон, якого вона хотіла причарувати, а Сін Ю, через що він почав не контролювати своє тіло і залицятися до неї. Після консультації із шаманкою Ин Воль стає зрозуміло, що відвернути любовне закляття не можливо, бо їм обом судилося бути разом, а тому вони маю змиритися з цією долею.

## Акторський склад

### Головні ролі
- Чо Бо А як Лі Хон Чо/Ен Чхо[6][7]

Ен Чхо: Вона є шаманкою часів Чосону, що створила книгу заклинання, яку пізніше отримає Хон Чо.
Лі Хон Чо: Вона є держслужбовцем 9 рівня (класу), яку перевели у відділ зеленого будівництва при міській раді міста Онджу. На новому робочому місці її цькують, тому вона захоплюється Че Кьон, що приязно до неї ставиться. Хон Чо під час одного зі своїх робочих виїзді знайомиться із Сін Ю, юристом із приватної юридичної фірми. Пізніше вона від нього отримує книгу заклинання, яку як далека спадкоємиця Ен Чхо починає використовувати.
- Роун як Чан Сін Ю/Чан Му Джін[6][7]

Чан Му Джін: Він є далеким предком Сін Ю, що  жив за часів Чосону та був знайомий із Ен Чхо.
Чан Сін Ю: Він є юристом в юридичній фірмі, що пізніше покидає її і починає працювати у міській раді міста Онджу. На його сім'ю накладено прокляття, внаслідок чого члени його родини помирають від спадкової хвороби. Тому з метою вилікуватися від неї він і звертається до Хон Чо власниці книги заклинання. Однак Сін Ю потрапляє не лише під лікувального заклинання, а любовного, яке призначалося Че Кьону. Внаслідок чого він перестає контролювати своє тіло і починає залицятися до Хон Чо. До того як він потрапив під любовного заклинання він зустрічався із На Йон.
- Ха Джун як Квон Че Кьон[6][7]

Він є працівником у міській раді із 11 поверху, на якого запала Хон Чо, однак він не відповідає її взаємністю. Він пізніше переїжджає і починає жити на першому поверсі будинку, в якому на другому поверсі живе Хон Чо.
- Юра як Юн На Йон[6][7]

Вона є дівчиною, що закохана в Сін Ю, однак після того як йому поставили діагноз невиліковної спадкової хвороби, їхні відносини погіршилися, а після того, як Сін Ю потрапив під дію любовного зілля, то вони розійшлися. Вона навчалася разом із Лі Хон Чо у школі та цькувала її після того, як вона начебто забрала в неї хлопця. Крім того, На Йон є дочкою міського голови міста Онджу.

### Другорядні ролі

#### Люди у мерії
- Хьон Пон Сік як Кон Сон Ку[6][7]

Він є лідером команди у відділ зеленого будівництва при міській раді міста Онджу. Сон Ку не приязно ставиться до Лі Хон Чо, після того як вона донесла про нього органам, що займаються контролем працівників. Однак пізніше він випадково випиває любовне зілля, що зробила Хон Чо і він більш прихильно з нею поводиться.
- Лі Пон Рьон як Ма Ин Йон[6][7]

Вона є менеджером у відділ зеленого будівництва при міській раді міста Онджу. На момент переведення Лі Хон Чо вона була у відпустці, але пізніше повернулася з неї і почала наводити лад у команді.
- Пак Кьон Хє як Сон Се Пьоль[6][7]

Вона є членом команди у відділ зеленого будівництва при міській раді міста Онджу. Вона спочатку разом із У Су Чон і Кон Сон Ку холодно ставилася до Лі Хон Чо. Вона є найближчою колегою У Су Чон.
- Мі Рам як У Су Чон[6][7]

Вона є членом команди у відділ зеленого будівництва при міській раді міста Онджу. Вона спочатку разом із Сон Се Пьоль і Кон Сон Ку холодно ставилася до Лі Хон Чо. Вона є найближчою колегою Сон Се Пьоль.
- Ан Сан У як На Чун Бом

Він є генеральним директором «Ландшафтної оранжереї», що випадково випив любовне зілля і тепер залицяється до Хон Чо.
- Ім Хьон Су як Пак Кі Дон

Підопічний Сін Ю у юридичній команді при міській раді міста Онджу.
- Ю Сун Ун як О Сам Сік

Найстарший працівник соціальної служби, що підпорядковується Хон Чо.
- Пак Че Джун як О У Рам

Він є внуком Сам Сіка.

#### Люди навколо Сін Ю
- Лі Пхіль Мо як Чан Се Хон[6][7]

Батько Сін Ю і генеральний директор «Bau Construction»
- Чон Хє Йон як Сон Юн Джу[6][7]

Мати Сін Ю.
- Кім Хє Ок як Ин Воль

Вона є шаманкою, що володіла закинутим будинком. Після того, як його знесли і знайшли книгу заклинання, то вона допомагає Лі Хон Чо та іноді Чан Сін Ю розібратися з питаннями, що пов'язані із книгою заклинань.
- Лі Тхе Рі як Кім Ук[6][7]

Найкращий друг Сін Ю, який працює юристом.

#### Люди навколо На Йон
- Сон Йон Ґю як Юн Хак Йон[6][7]

Він є батьком На Йон та міською головою міста Онджу.
- Кім Квон як Лі Хьон Со

### Особлива поява
- Юн Кє Сан як генеральний директор юридичної фірми «Закон й велич»
- Юн Чон Хун як То Мін Хун

## Оригінальні звукові доріжки

### Повний альбом
| Destined With You (Original Television Soundtrack), Диск 1 | Destined With You (Original Television Soundtrack), Диск 1 | Destined With You (Original Television Soundtrack), Диск 1 | Destined With You (Original Television Soundtrack), Диск 1 | Destined With You (Original Television Soundtrack), Диск 1 | Destined With You (Original Television Soundtrack), Диск 1 |
| #                                                          | Назва                                                      | Автор слів                                                 | Автор музики                                               | Виконавець                                                 | Тривалість                                                 |
| ---------------------------------------------------------- | ---------------------------------------------------------- | ---------------------------------------------------------- | ---------------------------------------------------------- | ---------------------------------------------------------- | ---------------------------------------------------------- |
| 1.                                                         | «It's You»                                                 | Лі Чун Хва                                                 | Лі Чун Хва                                                 | Пак Вон                                                    | 3:23                                                       |
| 2.                                                         | «Can I Be Me» (나일 수 있도록)                             | Midnight                                                   | Кемі, Midnight                                             | Хун Чон Ян                                                 | 3:26                                                       |
| 3.                                                         | «I'll Hold You Tight»                                      | Лі Чун Хва                                                 | Лі Чун Хва                                                 | Чеман                                                      | 3:35                                                       |
| 4.                                                         | «Permeating On Me» (내게 스며든)                           | Чхве Хан Соль, Пак Сон Хьо, Мун Чон Ук                     | Чхве Хан Соль, Пак Сон Хьо, Мун Чон Ук                     | Чон Хьо Бін                                                | 4:04                                                       |
| 5.                                                         | «Destiny»                                                  | Lucky Clover (AVEC)                                        | Lucky Clover (AVEC)                                        | Соґі                                                       | 3:24                                                       |
| 6.                                                         | «That's You» (그 사람이 너야)                              | Кемі, yoda                                                 | Кемі, Кім Се Джін                                          | Noel                                                       | 3:51                                                       |
| 7.                                                         | «I'll Always Be With You»                                  | Кемі, Midnight                                             | Кемі, Midnight                                             | Лін                                                        | 3:36                                                       |
| 8.                                                         | «Oopsy» (깜짝미!)                                          | Лі Чун Хва                                                 | Кемі, Лі Чун Хва                                           | Борамію                                                    | 3:21                                                       |
| 9.                                                         | «We Love Each Other» (우린 서로 사랑하고)                  | Кемі, yoda                                                 | Кемі, Кім Се Джін                                          | Лін                                                        | 3:46                                                       |
| 10.                                                        | «Fantasy»                                                  |                                                            | Кемі, Пак Чон Хван                                         | Кемі, Пак Чон Хван                                         | 2:04                                                       |
| 11.                                                        | «Master» (목함의 주인)                                     |                                                            | Пак Юн Со                                                  | Пак Юн Со                                                  | 3:41                                                       |
| 12.                                                        | «Destined with You»                                        |                                                            | Чон Чхан Ун                                                | Чон Чхан Ун                                                | 1:10                                                       |
| 13.                                                        | «Miss Destiny» (운명을 기다리며)                           |                                                            | Кемі, Лі Сон Ґу                                            | Кемі, Лі Сон Ґу                                            | 2:57                                                       |
| 14.                                                        | «Destined» (너희 둘은 끊어낼 수 없는 운명이니 받아들여라)  |                                                            | Лі Чун Хва                                                 | Лі Чун Хва                                                 | 3:11                                                       |
| 15.                                                        | «An Irresistible Fate» (거스를 수 없는 운명)               |                                                            | Пак Чон Хван, Shoon                                        | Пак Чон Хван, Shoon                                        | 2:28                                                       |
| 16.                                                        | «Go Back»                                                  |                                                            | Лі Сон Ґу                                                  | Лі Сон Ґу                                                  | 2:51                                                       |
| 17.                                                        | «Red Hands» (빨간 손)                                      |                                                            | Пак Юн Со                                                  | Пак Юн Со                                                  | 3:23                                                       |
| 18.                                                        | «Pit A Pat»                                                |                                                            | Пак Мі Сон                                                 | Пак Мі Сон                                                 | 1:56                                                       |
| 19.                                                        | «Forever» (그자리에 영원히)                                |                                                            | Кемі, Лі Чун Хва                                           | Кемі, Лі Чун Хва                                           | 2:49                                                       |
| 20.                                                        | «A girl and a Boy» (소녀와 소년)                           |                                                            | Shoon                                                      | Shoon                                                      | 2:43                                                       |
| 21.                                                        | «Getting Goosebumps» (완전 소름끼쳐)                       |                                                            | Чон Чхан Ун                                                | Чон Чхан Ун                                                | 2:20                                                       |
| 22.                                                        | «Confrontation»                                            |                                                            | Кемі, Пак Чон Хван, Хон Тон Пхьо                           | Кемі, Пак Чон Хван, Хон Тон Пхьо                           | 3:05                                                       |
| 23.                                                        | «In Dream»                                                 |                                                            | Пак Чон Мі                                                 | Пак Чон Мі                                                 | 2:18                                                       |
| 24.                                                        | «Clumsy»                                                   |                                                            | Лі Сон Ґу                                                  | Лі Сон Ґу                                                  | 2:11                                                       |
| 25.                                                        | «Doo Doom Chit» (두둠칫)                                   |                                                            | Лі Чун Хва                                                 | Лі Чун Хва                                                 | 2:43                                                       |
| 26.                                                        | «Squabble» (티격태격)                                      |                                                            | Пак Мі Сон                                                 | Пак Мі Сон                                                 | 1:56                                                       |
| 27.                                                        | «Fantasy Moments»                                          |                                                            | Кемі, Пак Чон Хван, Хон Тон Пхьо                           | Кемі, Пак Чон Хван, Хон Тон Пхьо                           | 2:52                                                       |
| 28.                                                        | «A Sad Story» (아픈 이야기)                                |                                                            | Shoon                                                      | Shoon                                                      | 2:17                                                       |
| 29.                                                        | «Mystic Fantasy»                                           |                                                            | Пак Чон Мі                                                 | Пак Чон Мі                                                 | 3:06                                                       |

| Destined With You (Original Television Soundtrack), Диск 2 | Destined With You (Original Television Soundtrack), Диск 2 | Destined With You (Original Television Soundtrack), Диск 2 | Destined With You (Original Television Soundtrack), Диск 2 | Destined With You (Original Television Soundtrack), Диск 2 |
| #                                                          | Назва                                                      | Автор музики                                               | Виконавець                                                 | Тривалість                                                 |
| ---------------------------------------------------------- | ---------------------------------------------------------- | ---------------------------------------------------------- | ---------------------------------------------------------- | ---------------------------------------------------------- |
| 1.                                                         | «Plan B» (대책회의)                                        | Лі Чун Хва                                                 | Лі Чун Хва                                                 | 2:08                                                       |
| 2.                                                         | «Misgiving»                                                | Хон Тон Пхьо                                               | Хон Тон Пхьо                                               | 2:26                                                       |
| 3.                                                         | «Curse» (저주)                                             | Пак Юн Со                                                  | Пак Юн Со                                                  | 3:10                                                       |
| 4.                                                         | «Notice»                                                   | Лі Сон Ґу                                                  | Лі Сон Ґу                                                  | 1:38                                                       |
| 5.                                                         | «I'll Always Be With You (Piano Ver.)»                     | Кемі, Midnight                                             | Чон Чхан Ун                                                | 2:41                                                       |
| 6.                                                         | «Team Leader»                                              | Лі Сон Ґу                                                  | Лі Сон Ґу                                                  | 2:00                                                       |
| 7.                                                         | «I didn't know» (여기서 볼 줄 몰랐네)                      | Пак Юн Со                                                  | Пак Юн Со                                                  | 2:28                                                       |
| 8.                                                         | «Neural Coupling»                                          | Лі Чун Хва                                                 | Лі Чун Хва                                                 | 2:27                                                       |
| 9.                                                         | «No, wait» (아니 잠깐)                                     | Пак Юн Со                                                  | Пак Юн Со                                                  | 2:02                                                       |
| 10.                                                        | «Live Alone»                                               | Лі Сон Ґу                                                  | Лі Сон Ґу                                                  | 2:30                                                       |
| 11.                                                        | «TLOVE GM E»                                               | Кемі                                                       | Кемі                                                       | 3:04                                                       |
| 12.                                                        | «Here He Comes»                                            | Кемі, Лі Чун Хва                                           | Кемі, Лі Чун Хва                                           | 3:02                                                       |
| 13.                                                        | «Lonley»                                                   | Пак Юн Со                                                  | Пак Юн Со                                                  | 2:56                                                       |
| 14.                                                        | «There's Something» (무언가 있어)                          | Кемі, Shoon                                                | Кемі, Shoon                                                | 2:42                                                       |
| 15.                                                        | «Myth»                                                     | Пак Мі Сон                                                 | Пак Мі Сон                                                 | 2:40                                                       |
| 16.                                                        | «TLOVE GM G»                                               | Кемі                                                       | Кемі                                                       | 2:54                                                       |
| 17.                                                        | «Flashback» (기억의 조각들)                                | Shoon                                                      | Shoon                                                      | 1:18                                                       |
| 18.                                                        | «Incantation» (주문)                                       | Пак Мі Сон                                                 | Пак Мі Сон                                                 | 2:09                                                       |
| 19.                                                        | «A Middle-Aged Romance» (중년의 로맨스)                    | Чон Чхан Ун                                                | Чон Чхан Ун                                                | 3:17                                                       |
| 20.                                                        | «Romantic Comedy»                                          | Пак Мі Сон                                                 | Пак Мі Сон                                                 | 2:04                                                       |
| 21.                                                        | «TLOVE GM D»                                               | Кемі                                                       | Кемі                                                       | 2:26                                                       |
| 22.                                                        | «A Mysterious Shrine» (신당 판타지)                        | Кемі, Чон Чхан Ун                                          | Кемі, Чон Чхан Ун                                          | 3:41                                                       |
| 23.                                                        | «Love Blinded»                                             | Пак Чон Мі, Кан Мьон Су                                    | Пак Чон Мі, Кан Мьон Су                                    | 2:16                                                       |
| 24.                                                        | «Warmth»                                                   | Пак Мі Сон                                                 | Пак Мі Сон                                                 | 3:22                                                       |
| 25.                                                        | «Predestination»                                           | Лі Чун Хва                                                 | Лі Чун Хва                                                 | 1:21                                                       |
| 26.                                                        | «TLOVE GM A»                                               | Кемі                                                       | Кемі                                                       | 2:31                                                       |
| 27.                                                        | «Ouch» (띠로링)                                            | Кемі, Лі Чун Хва                                           | Кемі, Лі Чун Хва                                           | 2:49                                                       |
| 28.                                                        | «Floral Leaf's Waltz»                                      | Пак Чон Мі                                                 | Пак Чон Мі                                                 | 2:22                                                       |
| 29.                                                        | «Downcast» (신내림)                                        | Пак Юн Со                                                  | Пак Юн Со                                                  | 0:46                                                       |
| 30.                                                        | «Red-cheeked HongJo» (볼 빨간 홍조)                        | Чон Чхан Ун                                                | Чон Чхан Ун                                                | 2:33                                                       |
| 31.                                                        | «TLOVE GM B»                                               | Кемі                                                       | Кемі                                                       | 2:07                                                       |
| 32.                                                        | «Office Bullying» (사내 따돌림)                            | Чон Чхан Ун                                                | Чон Чхан Ун                                                | 2:12                                                       |
| 33.                                                        | «Stalker» (스토커)                                         | Пак Юн Со                                                  | Пак Юн Со                                                  | 1:57                                                       |
| 34.                                                        | «Leave»                                                    | Пак Мі Сон                                                 | Пак Мі Сон                                                 | 2:09                                                       |
| 35.                                                        | «Falter»                                                   | Лі Сон Ґу                                                  | Лі Сон Ґу                                                  | 3:00                                                       |
| 36.                                                        | «Cloudy»                                                   | Пак Мі Сон                                                 | Пак Мі Сон                                                 | 2:38                                                       |
| 37.                                                        | «Disappear»                                                | Лі Сон Ґу                                                  | Лі Сон Ґу                                                  | 2:45                                                       |
| 38.                                                        | «Absurd» (착각인걸까)                                      | Пак Юн Со                                                  | Пак Юн Со                                                  | 1:59                                                       |
| 39.                                                        | «TLOVE GM F»                                               | Кемі                                                       | Кемі                                                       | 1:41                                                       |
| 40.                                                        | «Surrounded»                                               | Пак Чон Мі                                                 | Пак Чон Мі                                                 | 2:51                                                       |
| 41.                                                        | «Pit A Pat (Ver.2)»                                        | Пак Мі Сон                                                 | Пак Мі Сон                                                 | 1:55                                                       |
| 42.                                                        | «Cute» (예쁘잖아요)                                        | Пак Юн Со                                                  | Пак Юн Со                                                  | 2:18                                                       |
| 43.                                                        | «A Spell» (백옥미인술)                                     | Лі Чун Хва                                                 | Лі Чун Хва                                                 | 2:42                                                       |
| 44.                                                        | «TIKITAKA» (티키타카)                                      | Пак Мі Сон                                                 | Пак Мі Сон                                                 | 1:49                                                       |
| 45.                                                        | «What» (당황)                                              | Пак Юн Со                                                  | Пак Юн Со                                                  | 1:52                                                       |
| 46.                                                        | «A Desperate Need» (절체절명)                              | Кемі, Пак Чон Хван                                         | Кемі, Пак Чон Хван                                         | 2:52                                                       |
| 47.                                                        | «TLOVE GM C»                                               | Кемі                                                       | Кемі                                                       | 3:47                                                       |
| 48.                                                        | «Freak Out» (황당과 당황 사이)                             | Пак Мі Сон                                                 | Пак Мі Сон                                                 | 1:27                                                       |
| 49.                                                        | «TLOVE GM I»                                               | Кемі                                                       | Кемі                                                       | 3:24                                                       |
| 50.                                                        | «Alone» (홀로)                                             | Пак Мі Сон                                                 | Пак Мі Сон                                                 | 2:22                                                       |
| 51.                                                        | «Magical Charm»                                            | Лі Сон Ґу                                                  | Лі Сон Ґу                                                  | 2:03                                                       |
| 52.                                                        | «The Secret» (비밀)                                        | Кемі, Пак Чон Хван                                         | Кемі, Пак Чон Хван                                         | 3:08                                                       |
| 53.                                                        | «Wanna Be With You»                                        | Лі Чун Хва                                                 | Лі Чун Хва                                                 | 0:56                                                       |
| 54.                                                        | «Mystery of Us»                                            | Кемі, Shoon                                                | Кемі, Shoon                                                | 2:19                                                       |
| 55.                                                        | «Fashion Show» (받아랏)                                    | Лі Чун Хва                                                 | Лі Чун Хва                                                 | 1:37                                                       |
| 56.                                                        | «Lie» (거짓말)                                             | Пак Юн Со                                                  | Пак Юн Со                                                  | 3:00                                                       |
| 57.                                                        | «For Good»                                                 | Лі Сон Ґу                                                  | Лі Сон Ґу                                                  | 3:19                                                       |
| 58.                                                        | «The Sorrows of Sinyu» (신유의 슬픔)                       | Кемі, Shoon                                                | Кемі, Shoon                                                | 2:56                                                       |
| 59.                                                        | «Puppyish» (멍뭉미)                                        | Чон Чхан Ун                                                | Чон Чхан Ун                                                | 1:33                                                       |
| 60.                                                        | «A bright tomorrow»                                        | Лі Сон Ґу                                                  | Лі Сон Ґу                                                  | 1:54                                                       |
| 61.                                                        | «TLOVE GM H»                                               | Кемі                                                       | Кемі                                                       | 2:57                                                       |
| 62.                                                        | «Secret» (신당의 비밀)                                     | Пак Юн Со                                                  | Пак Юн Со                                                  | 3:51                                                       |
| 63.                                                        | «Palinmnesis»                                              | Лі Сон Ґу                                                  | Лі Сон Ґу                                                  | 2:32                                                       |

### Альбом частинами
| Destined With You (Original Television Soundtrack), Part 1 | Destined With You (Original Television Soundtrack), Part 1 | Destined With You (Original Television Soundtrack), Part 1 | Destined With You (Original Television Soundtrack), Part 1 | Destined With You (Original Television Soundtrack), Part 1 | Destined With You (Original Television Soundtrack), Part 1 |
| #                                                          | Назва                                                      | Автор слів                                                 | Автор музики                                               | Виконавець                                                 | Тривалість                                                 |
| ---------------------------------------------------------- | ---------------------------------------------------------- | ---------------------------------------------------------- | ---------------------------------------------------------- | ---------------------------------------------------------- | ---------------------------------------------------------- |
| 1.                                                         | «It's You»                                                 | Лі Чун Хва                                                 | Лі Чун Хва                                                 | Пак Вон                                                    | 3:23                                                       |
| 2.                                                         | «It's You (Inst.)»                                         |                                                            | Лі Чун Хва                                                 | Пак Вон                                                    | 3:23                                                       |

| Destined With You (Original Television Soundtrack), Part 2 | Destined With You (Original Television Soundtrack), Part 2 | Destined With You (Original Television Soundtrack), Part 2 | Destined With You (Original Television Soundtrack), Part 2 | Destined With You (Original Television Soundtrack), Part 2 | Destined With You (Original Television Soundtrack), Part 2 |
| #                                                          | Назва                                                      | Автор слів                                                 | Автор музики                                               | Виконавець                                                 | Тривалість                                                 |
| ---------------------------------------------------------- | ---------------------------------------------------------- | ---------------------------------------------------------- | ---------------------------------------------------------- | ---------------------------------------------------------- | ---------------------------------------------------------- |
| 1.                                                         | «Can I Be Me» (나일 수 있도록)                             | Midnight                                                   | Кемі, Midnight                                             | Хун Чон Ян                                                 | 3:26                                                       |
| 2.                                                         | «Can I Be Me (Inst.)» (나일 수 있도록 (Inst.))             |                                                            | Кемі, Midnight                                             | Хун Чон Ян                                                 | 3:26                                                       |

| Destined With You (Original Television Soundtrack), Part 3 | Destined With You (Original Television Soundtrack), Part 3 | Destined With You (Original Television Soundtrack), Part 3 | Destined With You (Original Television Soundtrack), Part 3 | Destined With You (Original Television Soundtrack), Part 3 | Destined With You (Original Television Soundtrack), Part 3 |
| #                                                          | Назва                                                      | Автор слів                                                 | Автор музики                                               | Виконавець                                                 | Тривалість                                                 |
| ---------------------------------------------------------- | ---------------------------------------------------------- | ---------------------------------------------------------- | ---------------------------------------------------------- | ---------------------------------------------------------- | ---------------------------------------------------------- |
| 1.                                                         | «I'll Hold You Tight»                                      | Лі Чун Хва                                                 | Лі Чун Хва                                                 | Чеман                                                      | 3:35                                                       |
| 2.                                                         | «I'll Hold You Tight (Inst.)»                              |                                                            | Лі Чун Хва                                                 | Чеман                                                      | 3:35                                                       |

| Destined With You (Original Television Soundtrack), Part 4 | Destined With You (Original Television Soundtrack), Part 4 | Destined With You (Original Television Soundtrack), Part 4 | Destined With You (Original Television Soundtrack), Part 4 | Destined With You (Original Television Soundtrack), Part 4 | Destined With You (Original Television Soundtrack), Part 4 |
| #                                                          | Назва                                                      | Автор слів                                                 | Автор музики                                               | Виконавець                                                 | Тривалість                                                 |
| ---------------------------------------------------------- | ---------------------------------------------------------- | ---------------------------------------------------------- | ---------------------------------------------------------- | ---------------------------------------------------------- | ---------------------------------------------------------- |
| 1.                                                         | «Permeating On Me» (내게 스며든)                           | Чхве Хан Соль, Пак Сон Хьо, Мун Чон Ук                     | Чхве Хан Соль, Пак Сон Хьо, Мун Чон Ук                     | Чон Хьо Бін                                                | 4:04                                                       |
| 2.                                                         | «Permeating On Me (Inst.)» (내게 스며든 (Inst.))           |                                                            | Чхве Хан Соль, Пак Сон Хьо, Мун Чон Ук                     | Чон Хьо Бін                                                | 4:04                                                       |

| Destined With You (Original Television Soundtrack), Part 5 | Destined With You (Original Television Soundtrack), Part 5 | Destined With You (Original Television Soundtrack), Part 5 | Destined With You (Original Television Soundtrack), Part 5 | Destined With You (Original Television Soundtrack), Part 5 | Destined With You (Original Television Soundtrack), Part 5 |
| #                                                          | Назва                                                      | Автор слів                                                 | Автор музики                                               | Виконавець                                                 | Тривалість                                                 |
| ---------------------------------------------------------- | ---------------------------------------------------------- | ---------------------------------------------------------- | ---------------------------------------------------------- | ---------------------------------------------------------- | ---------------------------------------------------------- |
| 1.                                                         | «Destiny»                                                  | Lucky Clover (AVEC)                                        | Lucky Clover (AVEC)                                        | Соґі                                                       | 3:24                                                       |
| 2.                                                         | «Destiny (Inst.)»                                          |                                                            | Lucky Clover (AVEC)                                        | Соґі                                                       | 3:24                                                       |

| Destined With You (Original Television Soundtrack), Part 6 | Destined With You (Original Television Soundtrack), Part 6 | Destined With You (Original Television Soundtrack), Part 6 | Destined With You (Original Television Soundtrack), Part 6 | Destined With You (Original Television Soundtrack), Part 6 | Destined With You (Original Television Soundtrack), Part 6 |
| #                                                          | Назва                                                      | Автор слів                                                 | Автор музики                                               | Виконавець                                                 | Тривалість                                                 |
| ---------------------------------------------------------- | ---------------------------------------------------------- | ---------------------------------------------------------- | ---------------------------------------------------------- | ---------------------------------------------------------- | ---------------------------------------------------------- |
| 1.                                                         | «That's You» (그 사람이 너야)                              | Кемі, yoda                                                 | Кемі, Кім Се Джін                                          | Noel                                                       | 3:51                                                       |
| 2.                                                         | «That's You (Inst.)» (그 사람이 너야 (Inst.))              |                                                            | Кемі, Кім Се Джін                                          | Noel                                                       | 3:51                                                       |

| Destined With You (Original Television Soundtrack), Part 7 | Destined With You (Original Television Soundtrack), Part 7 | Destined With You (Original Television Soundtrack), Part 7 | Destined With You (Original Television Soundtrack), Part 7 | Destined With You (Original Television Soundtrack), Part 7 | Destined With You (Original Television Soundtrack), Part 7 |
| #                                                          | Назва                                                      | Автор слів                                                 | Автор музики                                               | Виконавець                                                 | Тривалість                                                 |
| ---------------------------------------------------------- | ---------------------------------------------------------- | ---------------------------------------------------------- | ---------------------------------------------------------- | ---------------------------------------------------------- | ---------------------------------------------------------- |
| 1.                                                         | «I'll Always Be With You»                                  | Кемі, Midnight                                             | Кемі, Midnight                                             | Лін                                                        | 3:36                                                       |
| 2.                                                         | «I'll Always Be With You (Inst.)»                          |                                                            | Кемі, Midnight                                             | Лін                                                        | 3:36                                                       |

| Destined With You (Original Television Soundtrack), Part 8 | Destined With You (Original Television Soundtrack), Part 8 | Destined With You (Original Television Soundtrack), Part 8 | Destined With You (Original Television Soundtrack), Part 8 | Destined With You (Original Television Soundtrack), Part 8 | Destined With You (Original Television Soundtrack), Part 8 |
| #                                                          | Назва                                                      | Автор слів                                                 | Автор музики                                               | Виконавець                                                 | Тривалість                                                 |
| ---------------------------------------------------------- | ---------------------------------------------------------- | ---------------------------------------------------------- | ---------------------------------------------------------- | ---------------------------------------------------------- | ---------------------------------------------------------- |
| 1.                                                         | «Oopsy» (깜짝미!)                                          | Лі Чун Хва                                                 | Кемі, Лі Чун Хва                                           | Борамію                                                    | 3:21                                                       |
| 2.                                                         | «Oopsy (Inst.)» (깜짝미! (Inst.))                          |                                                            | Кемі, Лі Чун Хва                                           | Борамію                                                    | 3:21                                                       |

| Destined With You (Original Television Soundtrack), Part 9 | Destined With You (Original Television Soundtrack), Part 9 | Destined With You (Original Television Soundtrack), Part 9 | Destined With You (Original Television Soundtrack), Part 9 | Destined With You (Original Television Soundtrack), Part 9 | Destined With You (Original Television Soundtrack), Part 9 |
| #                                                          | Назва                                                      | Автор слів                                                 | Автор музики                                               | Виконавець                                                 | Тривалість                                                 |
| ---------------------------------------------------------- | ---------------------------------------------------------- | ---------------------------------------------------------- | ---------------------------------------------------------- | ---------------------------------------------------------- | ---------------------------------------------------------- |
| 1.                                                         | «We Love Each Other» (우린 서로 사랑하고)                  | Кемі, yoda                                                 | Кемі, Кім Се Джін                                          | Лін                                                        | 3:46                                                       |
| 2.                                                         | «We Love Each Other (Inst.)» (우린 서로 사랑하고 (Inst.))  |                                                            | Кемі, Кім Се Джін                                          | Лін                                                        | 3:46                                                       |

## Рейтинги
Найнижчі рейтинги позначені синім кольором, а найвищі — червоним кольором.
| Серія            | Дата показу      | Середнє значення кількості переглядів | Середнє значення кількості переглядів |
| Серія            | Дата показу      | Nielsen Korea                         | Nielsen Korea                         |
| Серія            | Дата показу      | Загальнонаціональні                   | Сеул                                  |
| ---------------- | ---------------- | ------------------------------------- | ------------------------------------- |
| 1                | 23 серпня 2023   | 2,912 % (8-те)                        | 2,931 % (7-те)                        |
| 2                | 24 серпня 2023   | 2,393 % (15-те)                       | 2,606 % (6-те)                        |
| 3                | 30 серпня 2023   | 2,009 % (14-те)                       | Н/Д                                   |
| 4                | 31 серпня 2023   | 2,774 % (7-те)                        | 2,898 % (4-те)                        |
| 5                | 6 вересня 2023   | 2,801 % (4-те)                        | 2,508 % (5-те)                        |
| 6                | 7 вересня 2023   | 2,565 % (8-те)                        | 2,372 % (8-те)                        |
| 7                | 13 вересня 2023  | 2,851 % (7-те)                        | 3,134 % (4-те)                        |
| 8                | 14 вересня 2023  | 2,946 % (7-те)                        | 3,144 % (5-те)                        |
| 9                | 20 вересня 2023  | 2,588 % (15-те)                       | 2,774 % (6-те)                        |
| 10               | 21 вересня 2023  | 2,553 % (13-те)                       | 2,764 % (8-те)                        |
| 11               | 27 вересня 2023  | 2,046 % (16-те)                       | 2,397 % (4-те)                        |
| 12               | 28 вересня 2023  | 2,092 % (13-те)                       | 2,099 % (9-те)                        |
| 13               | 4 жовтня 2023    | 2,213 % (12-те)                       | 2,264 % (6-те)                        |
| 14               | 5 жовтня 2023    | 3,070 % (3-тє)                        | 3,416 % (2-ге)                        |
| 15               | 11 жовтня 2023   | 2,875 % (6-те)                        | 3,096 % (3-тє)                        |
| 16               | 12 жовтня 2023   | 3,122 % (5-те)                        | 3,317 % (4-те)                        |
| Середнє значення | Середнє значення | 2,613 %                               | —                                     |

## Виноски
1. ↑  У Південній Кореї держслужбовці поділяються за рівнями (класами) від 9 до 1 і залежності від рівня вони можуть вищі посади. Цей рівень визначається, коли особи складає іспити на держслужбовця.
2. ↑  Точне середнє значення невідоме, бо рейтинги певних серій не записувалися.